# Isolamento termico attivo
Il concetto di isolamento termico attivo combina i principi convenzionali di isolamento con la climatizzazione artificiale dello strato isolante; si caratterizza per la presenza, all'interno dello strato isolante, di un circuito chiuso adatto a convogliare il fluido termovettore; la sua funzione è di migliorare radicalmente l'efficacia dell'isolamento termico.

## Vantaggi
Nei contesti più favorevoli, migliora radicalmente l'efficacia dell'isolamento termico, a pari quantità di materiale isolante impiegato.
Si giustifica ampiamente l'impiego di energia termica per l'isolamento attivo, qualora l'energia stessa sia totalmente disponibile da fonti rinnovabili (tipicamente geotermico e solare) o da scarti di calore altrimenti non direttamente utilizzabili; in tal caso, infatti, l'impiego di energia meccanica si limita ai costi energetici di pompaggio del tutto marginali.

## Esempi realizzativi
- Zollverein School - Essen, progetto Kazuyo Sejima - studio SANAA
- edificio HPZ del campus Politecnico di Zurigo
- progetto ENERGAID di una stagionatura per l'industria Agri-Food ad energia prossima a zero